# Jiji Tsūshinsha

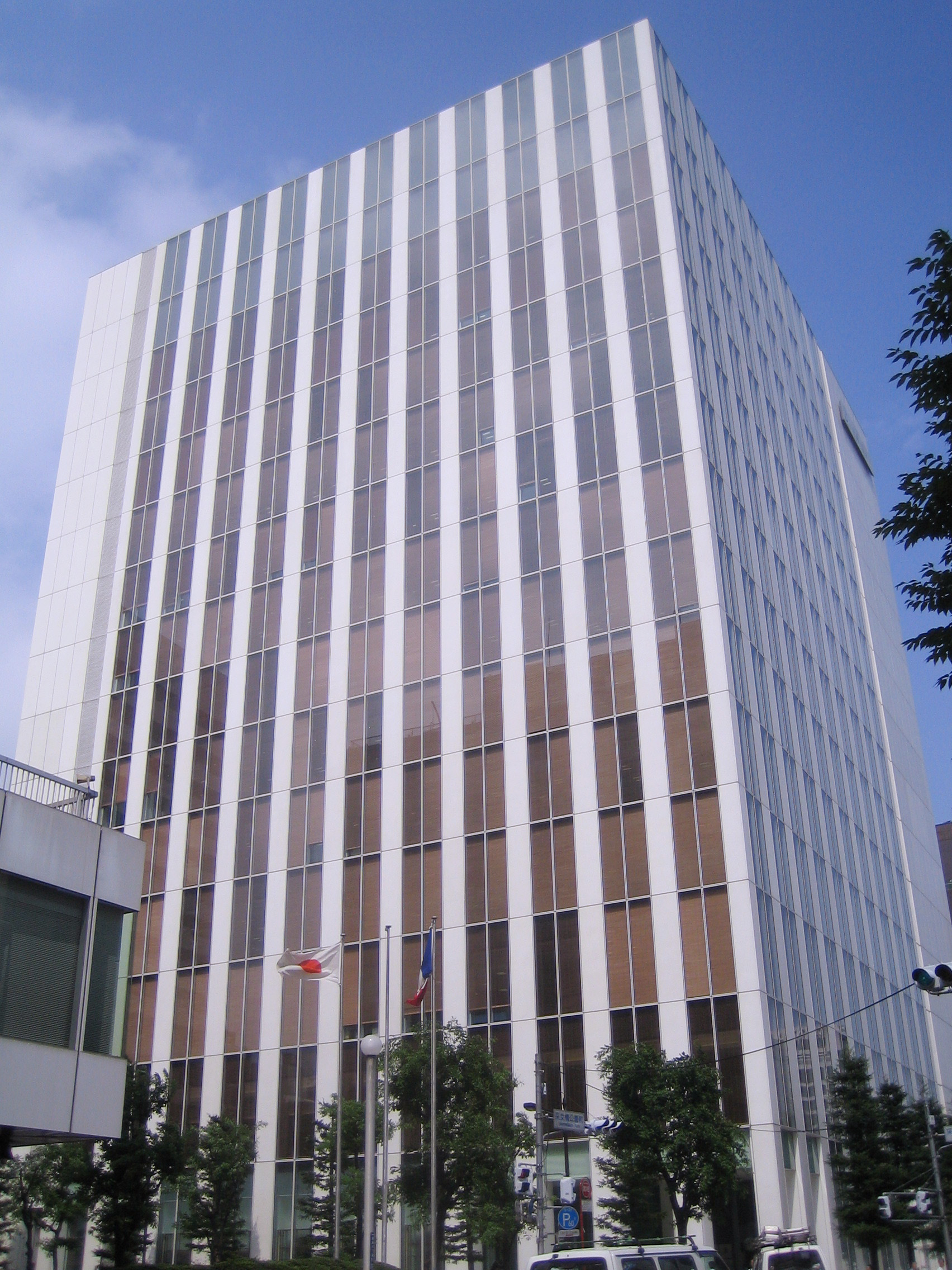
Der Hauptsitz von Jiji Tsūshin im Tokioter Stadtteil Ginza

Jiji Tsūshinsha (japanisch 時事通信社, englisch Jiji Press) ist die zweite große japanische Nachrichtenagentur nach Kyōdō Tsūshinsha mit Sitz in Chūō, Präfektur Tokio.

## Übersicht
Jiji Tsūshinsha wurde im November 1945 zusammen mit der Kyōdō Tsūshinsha als der Nachfolger der nach dem Zweiten Weltkrieg aufgelösten „Dōmei Tsūshinsha“ (同盟通信社) gegründet, der Monopolagentur aus dem Jahr 1936. Dabei wurde vereinbart, dass Kyōdō allgemeine Nachrichten für Zeitungen usw. liefern sollte, während Jiji Press hauptsächlich Wirtschaftsnachrichten und Verlagsaktivitäten liefern sollte, eine Aufteilung, die bis heute weitgehend beibehalten wird.
Jiji ist auch verlegerisch tätig. 1946 wurden „Bōmei jūroku nen“ (亡命十六年) –  „16 Jahre im Exil“ von Nosaka Sanzō (1892–1993) und „Gokuchū jūhachi nen“ (獄中十八年) – „18 Jahre im Gefängnis“ von Tokuda Kyūichi (1894–1953) und Shiga Yoshio (1901–1989) veröffentlicht und wurden zu Bestsellern. Im Jahr 1949 folgte die Veröffentlichung von „Katei no igaku“ (家庭の医学) – „Medizin zu Hause“ und ab 1952 von „Government Agency Bulletins“ (官庁速報, Kanchō sokuhō). In der Zwischenzeit erweiterte das Unternehmen seine Funktionen im Bereich der Kommunikation, indem es 1948 Kommunikationsverträge mit Reuters in Großbritannien, 1949 mit AFP in Frankreich und 1962 mit der dpa im damaligen Westdeutschland abschloss.
1971 führte ein Konflikt zwischen Arbeitgebern und Arbeitnehmern zu einer großen Auseinandersetzung, die durch interne Reformen beigelegt werden konnte. Das Unternehmen weitete daraufhin seine Tätigkeit aus und schloss 1973 einen Vertrag über Wirtschaftskommunikation mit UPI in den USA und 1980 ein Presseabkommen mit China ab. Außerdem entwickelte es neue Mediendienste, wie das computergestützte Kommunikationssystem JACS im Jahr 1982 und MAIN für Finanz- und Wertpapierinformationen im Jahr 1986.
Der Umsatz setzt sich zu 95 % aus Telekommunikation und zu 5 % aus Publikationen. Das Unternehmen  unterhält 79 nationale und 28 ausländische Büros, darunter auch ein Korrespondentenbüro in Frankfurt am Main. Neben ihren japanischen Diensten bietet es auch einen englischsprachigen Dienst an. 1999 betrug der Umsatz 27.176 Millionen Yen，das Kapital 495 Millionen Yen. Das Unternehmen beschäftigte 1339 Mitarbeiter.